# Земське (Ленінградська область)
Земське (рос. Земское) — присілок у Лодєйнопольському районі Ленінградської області Російської Федерації.
Населення становить 7 осіб. Належить до муніципального утворення Альоховщинське сільське поселення.

## Історія
Згідно із законом від 20 вересня 2004 року № 63-оз належить до муніципального утворення Альоховщинське сільське поселення.

## Населення
| 1838 | 1862 | 1997 | 2007 | 2010 | 2014 | 2015 |
| ---- | ---- | ---- | ---- | ---- | ---- | ---- |
| 18   | ↗69  | ↘4   | ↘3   | ↘2   | ↗6   | ↗7   |
| 2016 |      |      |      |      |      |      |
| →7   |      |      |      |      |      |      |